# Tim Gallegos
Tim Gallegos (Fresno, 2 settembre 1961) è un bassista statunitense.
Ha suonato nei Wasted Youth e, dal 1984 al 1986 nei Bad Religion, partecipando al singolo Back to the Known.
Attualmente vive a Hermosa Beach, California.